# Fargesia pauciflora
Fargesia pauciflora là một loài thực vật có hoa trong họ Hòa thảo. Loài này được (P.C.Keng) T.P.Yi mô tả khoa học đầu tiên năm 1985.